# WMPW
Koordinaten: 36° 33′ 44″ N, 79° 22′ 2″ W
WMPW oder WMPW-AM (Slogan: „Danville's #1 Hit Music Channel“) ist ein US-amerikanischer Hörfunksender aus Danville im US-Bundesstaat Virginia. WMPW sendet auf der Mittelwellen-Frequenz 970  kHz. Das Radioformat ist im Contemporary Hit Radio ausgelegt. Eigentümer und Betreiber ist die Lakes Media, LLC.